# Nagylózs
Nagylózs là một thị trấn thuộc hạt Győr-Moson-Sopron, Hungary. Thị trấn này có diện tích 19,25 km², dân số năm 2010 là 994 người, mật độ 52 người/km².